# Ehrhard Kirchner
Ehrhard Kirchner (* 17. August 1866 in Neustadt a. d. Heide; † 2. Juli 1927 ebenda) war Politiker (SPD) und Präsident der Landesversammlung des Freistaates Coburg.

## Leben
Ehrhard Kirchner war der Sohn eines Metalldrückers. Nach dem Abschluss der Volksschule machte er eine Lehre als Former und Nadler. Von 1904 bis 1927 war er angestellter Kassierer, seit 1917 Geschäftsführer der AOK Neustadt.
Er war ein Mitbegründer und führender Funktionär der SPD in Neustadt a. d. Heide (bei Coburg). 1912 gehörte er zu den Gründern des Coburger Volksblattes. 1912 war er auch Vorstandsmitglied des Neuen Konsumvereins in Coburg.
Von 1898 bis 1927 war er Stadtverordneter in Neustadt. Er war der erste sozialdemokratische Stadtverordnete in Neustadt. Während der Novemberrevolution war er im November 1918 Mitglied des Landesarbeiterrats für Sachsen-Coburg. Bei den Landtagswahlen am 9. Februar 1919 wurde er in die Landesversammlung des Freistaates Coburg gewählt und stand dem Landesparlament als Landtagspräsident vor.